# 大明曆 (楊級)
《大明曆》是中国古代曆法，金朝楊級制订。
天会五年（1127年），司天杨级造《大明曆》，天会十五年（1137年）春正月朔，開始颁行。以383768657（三亿八千三百七十六万八千六百五十七）为曆元，5230（五千二百三十）为日法。一說以宋朝的《纪元曆》增损而成。正隆戊寅（1158年）三月辛酉朔，司天稱当日食，而沒有日食。大定癸巳（1173年）五月壬辰朔，日食，甲午（1174年）十一月甲申朔，日食，加时皆先天。丁酉（1177年）九月丁酉朔，食后天。于是占候渐差，金世宗命司天监赵知微重修《大明曆》，十一年（1171年）曆成。
1太陽年=365.24359445日（歲實）、1朔望月=29.53059273日（朔策）。一近月點=29.55460929日，一交點月=27.21222500日。